# Barbara (manga)
Barbara (ばるぼら, Barubora) is een manga van Osamu Tezuka. Hij werd oorspronkelijk uitgegeven in het tijdschrift Big Comic van Shogakukan van 10 juli 1973 tot en met 25 mei 1974.
De manga werd naar het Frans vertaald door Akata in 2005 en door Delcourt in 2018. Digital Manga Publishing vertaalde de manga in 2012 naar het Engels met behulp van Kickstarter.

## Verhaal
De hippie Barbara is een mysterieuze dronkaard. Yosuke Mikura, een succesvolle auteur die wordt geplaagd door seksuele perversie, neemt haar in huis. Mikura vermoedt dat Barbara meer is dan zij oogt: geen mens maar een muse. Naarmate dat Mikura steeds meer opgaat in zijn obsessie met Barbara, wordt het onmogelijk voor de lezer om het verschil uit te maken tussen de realiteit en Mikura's waanbeelden.